# Prince Loseno
 (juillet 2025).
Pour plus de détails, voir Fiche technique et Distribution.
Prince Loseno est un court métrage d'animation belgo-congolais réalisé par Jean-Michel Kibushi Ndjate Wooto en 2004.

## Synopsis
Un royaume lointain au cœur de l’Afrique profonde. Le Roi Muakana Kasongo Ka Ngolo est à la recherche d’un héritier au trône. Mais pendant la fête de couronnement, son fils, le jeune Prince Loseno, assiste à la mort brutale de son père. La naissance et la mort sont jumelles dans le destin des hommes. « Tombe le bananier, pousse le bourgeon » dit-on !

## Fiche technique
- Réalisation : Jean-Michel Kibushi Ndjate Wooto
- Production : Studio MALEMBE Maa asbl
- Scénario : Jean-Michel Kibushi
- Animation : Adeline Bech, Andrea Kiss
- Image : Frédéric Noirhomme
- Son : Ludovic van Pachterbeke
- Musique : Aline Bosuma, Henriette Konga, Lopongo Wembi, Léonard Mukadi Mulamba
- Montage : Sébastien Andres, Marie-Hélène Mora